# Tuo Fozié
Tuo Fozié é um militar e político costa-marfinense. Oficial das Forças Armadas Nacionais da Costa do Marfim (FANCI) que posteriormente tornou-se a ponta de lança da rebelião do Movimento Patriótico da Costa do Marfim (MPCI) e depois das Forças Novas. A partir de 2012, foi prefeito do departamento de Bouna, da região de Bounkani, no nordeste da Costa do Marfim.
Como oficial do exército da Costa do Marfim, Fozié foi um apoiante central do golpe de Estado de 1999 que levou Robert Guéï a ser empossado como chefe de Estado interino até às eleições seguintes. Quando Guéï decidiu concorrer à presidência nas eleições, Fozié abandonou o seu apoio e participou no ataque de setembro de 2000 à residência de Guéï. Fozié foi acusado de crimes contra a segurança do Estado e exilou-se no Burkina Faso.
Em 2002, regressou à Costa do Marfim e foi um dos principais apoiantes de uma tentativa de golpe, que acabou por evoluir para a Primeira Guerra Civil da Costa do Marfim. A partir do Burkina Faso,  participou na organização, com outros soldados amotinados costa-marfinenses, do ataque às cidades de Abidjan, Bouaké e Korhogo. A rebelião fracassou na capital, mas conseguiu tomar o controle das outras duas cidades, localizadas respectivamente no centro e no norte do país.  Fozié era comandante das Forces nouvelles de Côte d'Ivoire, mas recusou-se a aceitar qualquer promoção além da de suboficial, cargo que ocupava no exército estatal.
Tuo Fozié é o primeiro porta-voz da rebelião e um dos primeiros chefe de operações do MPCI. Participa também nas conversações iniciadas em Lomé sob a égide do presidente togolês Gnassingbé Eyadema. Estas conversações permitiram obter um acordo de cessar-fogo, do qual foi o principal signatário em nome do MPCI.
Em 2003, foi formado um governo de reconciliação nacional sob o primeiro-ministro Seydou Diarra, e Fozié tornou-se ministro da Juventude e da Função Pública. Quando Diarra foi sucedido por Charles Konan Banny em dezembro de 2005, Fozié foi demitido do cargo de ministro. Entre 2005 e 2012, Fozié foi diretor-geral da polícia e da gendarmaria.
Em 2012, o Presidente Alassane Ouattara nomeou Fozié prefeito do departamento de Bouna. Atualmente é prefeito regional da região de Gbeke (Bouaké, centro da Costa do Marfim).